# Алуніш (Арджеш)
Алуніш (рум. Aluniș) — село у повіті Арджеш в Румунії. Входить до складу комуни Міоареле.
Село розташоване на відстані 116 км на північний захід від Бухареста, 46 км на північний схід від Пітешть, 145 км на північний схід від Крайови, 59 км на південний захід від Брашова.

## Населення
За даними перепису населення 2002 року у селі проживали 7 осіб, усі — румуни. Усі жителі села рідною мовою назвали румунську.